# James Ingall Wedgwood
James Ingall Wedgwood (Londres, 24 de março de 1893 - Farnham, 13 de março de 1951) foi o primeiro Bispo Presidente da Igreja Católica Liberal.  

## Biografia
Descendente de uma conhecida família britânica, James Ingall Wedgwood sentiu-se atraído pela Maçonaria ainda quando criança. Na virada do século XX, ele foi iniciado nos mais altos graus do Rito Escocês, do Rito Egípcio de Memphis-Misraïm por John Yarker e do Martinismo por Theodor Reuss.
Depois de deixar a escola, o jovem Wedgwood entrou no University College, Nottingham, para se preparar para a vida como químico analítico, mas ao concluir este curso ele transferiu suas energias para o aprendizado do órgão da igreja em York Minster. Quatro anos depois, ele decidiu se preparar para as Ordens Sagradas nesta diocese anglo-católica. Em vez disso, ele se viu repentinamente interessado na Sociedade Teosófica. Tendo ficado relutantemente impressionado ao ouvir um discurso de Annie Besant, ele foi ouvi-la quando ela visitou York. Apesar de sua determinação em resistir, ele se juntou à Teosofia, resultando em sua demissão instantânea de York Minster.
Wedgwood renunciou a todas as reivindicações sobre os negócios da família em troca de uma renda pequena, mas adequada. Então, em um tempo muito curto após ingressar na Sociedade Teosófica, ele pôde ajudar com palestras e servir como Secretário Geral da Sociedade na Inglaterra e no País de Gales (1911-13). Posteriormente, ele se tornou o organizador na Inglaterra para o novo movimento Co-Maçônico. Em 1913, ele ouviu falar da existência da Velha Igreja Católica na Inglaterra e, ao conhecer o Arcebispo Arnold Matthew, encontrou o caminho aberto para ele entrar nas Ordens Sagradas sem ter que esconder ou renunciar às suas visões teosóficas. Ele foi ordenado mais tarde naquele ano. Com o retorno de Matthew a Roma, Wedgwood foi eleito para liderar a Velha Igreja Católica Inglesa, que nessa época consistia principalmente dos teosofistas que o seguiram. O bispo Wedgwood viajou para Sydney, Austrália, para colaborar com Charles Leadbeater na preparação das fundações da nova igreja (chamada Católica Liberal a partir de setembro de 1918). Em julho de 1916, Wedgwood promoveu Leadbeater ao episcopado. Wedgwood foi o principal autor da liturgia católica liberal; essa tarefa levou três anos e foi interrompida várias vezes quando Wedgwood viajou para a Nova Zelândia, Estados Unidos, Inglaterra e Europa, estabelecendo novos centros e igrejas.
O excesso de trabalho e a perseguição pela imprensa inglesa cobraram seu preço de Wedgwood. Em 1922, ele renunciou ao cargo de Bispo Presidente, sendo sucedido por Leadbeater no ano seguinte. Por algum tempo, Wedgwood frequentou a Sorbonne em Paris, retornando à física da música de órgão, cujos estudos lhe renderam o doutorado. À medida que sua saúde melhorava, ele aceitou a responsabilidade pela Igreja na Europa e supervisionou um importante centro da Igreja — e a Sociedade — em Huizen. Ajudou a espalhar Le Droit Humain, uma obediência maçônica francesa aberta a mulheres e homens, que, na época, era apoiada pela Sociedade. Simultaneamente, ele trabalhou para desenvolver um novo Rito Maçônico Egípcio, baseado em uma nova doutrina maçônica e magia cerimonial. Este esforço foi destruído durante a Segunda Guerra Mundial.
Mais uma vez abatido pela saúde debilitada, Wedgwood retirou-se para o centro teosófico em Camberley, Surrey, onde contribuiu tanto quanto sua condição permitia, até sua morte em 1951.
Em 30 de agosto de 2015, o bispo Alistair Bate KTPP, como Mestre da Sacrum Celticum Ordo Templi, auxiliado por vários outros bispos celtas, galicanos, ortodoxos e gnósticos em todo o mundo, beatificou solenemente o bispo James Ingall Wedgwood, fixando como dia da festa o dia 13 de março.